# Аллиони, Карло
Карло Аллиони (итал. Carlo Allioni, 23 сентября 1728, Турин — 30 июля 1804, Турин) — итальянский врач, профессор ботаники в университете Турина.
Его наиболее важный труд — Flora Pedemontana, sive indigenarum Pedemontii stirpium methodica enumeratio, 1755 — посвящён флоре Пьемонта: в нём было описано 2813 видов растений, в том числе 237 ранее неизвестных.
Ещё одна известная его работа — Manipulus Insectorum Tauriniensium, 1766.
С 1760 года он преподавал ботанику в Туринском университете, а также был директором Туринского ботанического сада. 6 апреля 1758 года Аллиони был принят в Королевское общество.
Карл Линней назвал в честь Карло Аллиони род Allionia из семейства Никтагиновые.
Другие таксоны, названные в честь Аллиони:
- Arabis allionii DC.
- Jovibarba allioni (Jordan & Fourr.) D.A.Webb
- Primula allioni Loisel.
- Veronica allionii Vill.

- Allionia incarnata — представитель рода Allionia, названного Карлом Линнеем в честь Карло Аллиони

## Избранная библиография
- Florа Pedemontana, sive, indigenarum Pedemontii stirpium methodica Enumeratio (1755)
- Littoris praecipuarum Stirpium et methodica Nicaeensis Enumeratio agri cum maris ejusdem anirnalium аликвота Elencho (1757)
- Auctarium ad floram Pedemontanam cum notis et emendationibus (1789)